# 杨贵平 (1963年)
杨贵平（1963年11月—），江西樟树人，汉族，中国共产党党员。中华人民共和国政治人物。

## 生平
1989年1月毕业于东北大学，获工学硕士学位。历任南方冶金学院科研处副处长、院长助理，教授、硕士生导师，江西省科学技术厅副厅长，江西省国防科学技术工业办公室副主任、主任，江西省工业和信息化委员会主任，江西省工业和信息化厅厅长。第十三届全国人民代表大会江西省代表。现任江西省政协经济委主任。
2018年，杨贵平被选为江西省出席第十三届全国人民代表大会代表。